# Lascumbresa armata
Lascumbresa armata är en insektsart som beskrevs av Rauno E. Linnavuori och Delong 1979. Lascumbresa armata ingår i släktet Lascumbresa och familjen dvärgstritar. Inga underarter finns listade i Catalogue of Life.